# 小行星24245
小行星24245（24245 Ezratty）是一颗绕太阳运转的小行星，为主小行星带小行星。该小行星于1999年12月发现。

## 轨道参数
小行星24245的轨道半长轴为340 761 124 km（2.2778150 UA），离心率为0.19。